# کیم میونگ مین
کیم میونگ مین (کره‌ای: 김명민؛ زادهٔ ۸ اکتبر ۱۹۷۲) بازیگر اهل کره جنوبی است. وی از سال ۱۹۹۶ میلادی تاکنون مشغول فعالیت بوده‌است. از فیلم‌ها یا برنامه‌های تلویزیونی که وی در آن نقش داشته‌است می‌توان به پشت برج سفید، شش اژدهای پرنده، دانشکده حقوق و پادشاه درام‌ها اشاره کرد.